# 로버트 스턴버그

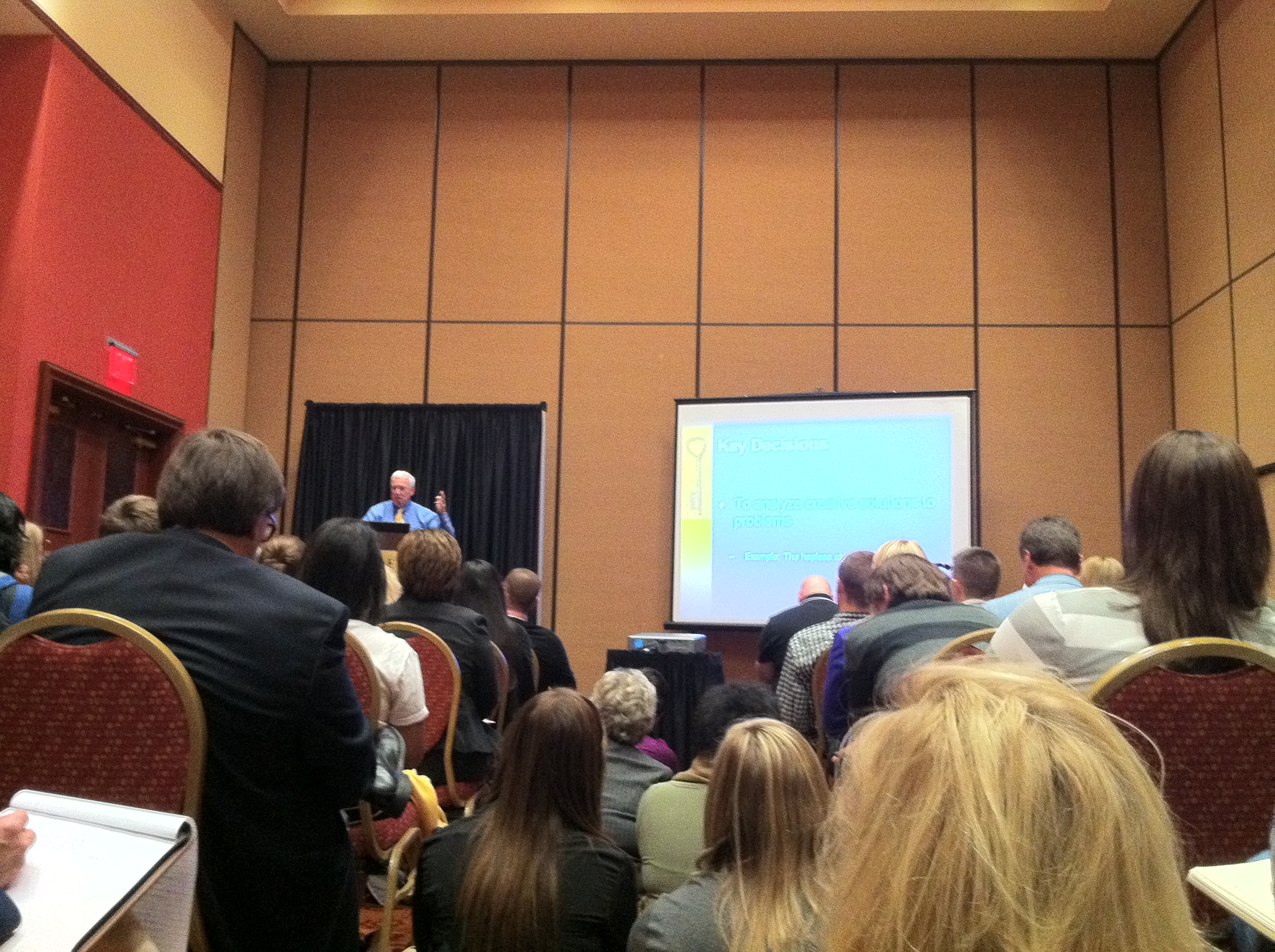

로버트 스턴버그(Robert J. Sternberg, 1949년 12월 8일 ~)는 미국의 뇌신경과학 및 인지심리학의 권위있는 심리학자이다. 그는 코넬 대학의 인적 개발 교수로 알려져있다.  코넬에 합류하기 전에 스턴버그는 와이오밍 대학교 총장이었다.  그는 오클라호마 주립 대학의 교수이자 터프츠 대학교(Tufts University)의 예술 과학부, 예일대학교(Yale University)의 심리학과 교육학 교수였다. 그는 미국 심리학자를 포함한 수많은 저널의 편집위원회 회원이다. 그는 미국 심리학회의 전 회장이었다.

## 3요인 지능이론
스턴버그는 그의 지능의 주요 3요인으로 맥락(context)적 지능, 창의적인 응용(creative)에서의 지능, 그리고 추론 및 논리적인  분석에서의 지능으로 지능의 특징들을 설명함으로써   이론 자체는 지능에 대한 심리적 접근법에 반대하고 보다 더 인지적인 접근법을 취하는 최초의 이론 중 하나이다. 세 가지 메타 구성 요소(triarchic components)라고도한다.

## 같이 보기
- 3요인 지능이론(Triarchic theory of intelligence)
- 데이비드 웩슬러
- 다중지능이론